# ソーセージ (お笑い)
ソーセージは、かつて吉本興業大阪本部に所属していたお笑いトリオ。
2012年7月にメンバーのうち、藤本聖が不祥事に伴い脱退したことと残ったメンバーで新たにコンビ「アキナ」として活動することとなったため事実上解散。

## メンバー
藤本 聖（ふじもと たかし、1984年7月12日（41歳） - ）小ボケ担当
山口県屋代島（周防大島）出身。身長169cm、体重56kg、血液型O型、靴のサイズ26.5cm。ハイトーンボイスが特徴。
山口県立柳井商工高等学校卒業。簿記2級を持っている。
大阪NSC27期生。以前は「鯉女房」「ビンチョウタン」というコンビで活動。
広島東洋カープファン。
マキシマムザホルモンやDIR EN GREY、阿部真央のファン。
2013年に井尻貫太郎とコンビ「ジュリエッタ」を結成したが、2023年4月28日をもって解散。その後、ジェットスガワラ（元サンドロップ）とお笑いコンビ『カソク装置』を結成した。
秋山 賢太（あきやま けんた、1983年6月24日（42歳） - ）ツッコミ担当
兵庫県川辺郡出身。身長170cm、体重61kg、血液型A型、靴のサイズ26.5cm。
兵庫県立猪名川高等学校卒業。
大阪NSC25期生。以前は三輪善行と「金時」というコンビで活動。
小・中・高とサッカー部に所属しており、サッカーが得意。
トリオでの関係性は、秋山が「父」、山名が「母」、藤本が「子供」であった。
山名 文和（やまな ふみかず、1980年7月3日（45歳） - ）大ボケ担当。
滋賀県出身。身長171cm、体重66kg、血液型A型、靴のサイズ27cm。
滋賀県立彦根東高等学校卒業、名古屋外国語大学中退。
大阪NSC26期生。以前は河井ゆずる（現アインシュタイン）と「河井山名」というコンビで活動。
趣味は墓参り。
漢検2級を持っている。
中学時代はバスケットボール部に所属し少林寺拳法道場に通っていた。
THE BLUE HEARTSが好き。

## 略歴
2008年6月、神戸屋レストランにて結成。2011年、第32回ABCお笑い新人グランプリ優秀新人賞を受賞。同年4月から9月まで、深夜の生バラエティ番組『真夜中パンチィ』→『やかせて!ソーセージ』（毎日放送）のMCに抜擢される。
2012年7月2日、藤本が元交際相手の女性への暴力行為で逮捕され、7月4日に大阪地方検察庁に送検された。その後被害者との示談が成立し、7月20日に不起訴処分となり釈放された。所属事務所から厳重注意を受けるとともに無期限謹慎処分となったため、しばらくは秋山と山名で活動していた。メンバーで協議した結果、2012年10月15日をもって藤本が自らの意志で脱退し、解散することとなった。
秋山と山名はコンビ「アキナ」を結成し活動中。藤本も1年間の芸能活動謹慎を経て、2013年7月に井尻貫太郎（元ガトリングガン）とコンビ「ジュリエッタ」を結成し、復帰した。その後、2023年4月28日をもって解散した。その後、ジェットスガワラ（元サンドロップ）とお笑いコンビ『カソク装置』を結成。

## ネタ
主にコントを演じていた。漫才も行うこともあり、M-1グランプリ2008・2009には準決勝へ進出した。立ち位置は向かって左から山名・秋山・藤本であった。ネタ作りは3人がそれぞれ考えてきたコント案を一本に絞り、そこから3人で肉付けしていくスタイルであった。基本のツッコミは秋山だが、3人全員がボケとツッコミの両方を担ったり全くツッコミのないネタも存在していた。

## 出演

### テレビ
- オンバト+（NHK総合） 戦績4勝1敗 最高509KB
  - 第2回チャンピオン大会 ファイナルステージ2位
- エンタの神様（日本テレビ）- キャッチコピーは「ピリ辛の臨場感」
- 爆笑ホワイトカーペット（フジテレビ）- キャッチコピーは「お笑いバイエルン」
- 爆笑レッドカーペット（フジテレビ）- キャッチコピーは「お笑いバイエルン」
- 爆笑レッドシアター（フジテレビ） - ホワイトシアターに出演
- 鉄筋base（関西テレビ）
- 笑いの超新星（読売テレビ）
- 炎上base（関西テレビ）
- チュー'sDAYコミックス 侍チュート!（毎日放送）
- オールザッツ漫才（毎日放送）
- ちちんぷいぷい（毎日放送）
- マヨブラ流（読売テレビ）
- 千鳥のぼっけぇTV!（GAORA）
- 銀シャリのbaseベイベー（GAORA）
- ABCお笑い新人グランプリ（朝日放送、2010年1月11日）
- 上方演芸ホール（NHK大阪、2010年2月28日）
- 真夜中パンチィ（毎日放送、2011年4月12日 - 5月26日） - MC
- やかせて!ソーセージ（毎日放送、2011年5月31日 - 9月30日） - MC
- ソガのプワジ（毎日放送、2011年10月4日 - 2012年9月25日[11]）
- 笑い飯・千鳥の舌舌舌舌（サンテレビ）

### ラジオ
- オンスト（YES-fm、2010年5月 - 2012年6月） - 水曜日レギュラー

## 賞レース戦歴
- 2008年 第66回キタイ花ん 第2位（2008年5月26日）
- 2008年 第67回キタイ花ん 優勝（2008年6月30日）[12]
- 2008年 キングオブコント 2回戦敗退
- 2008年 M-1グランプリ 準決勝進出
- 2009年 第7回MBS新世代漫才アワード 決勝トーナメント準決勝進出
- 2009年 キングオブコント 準決勝進出（3回戦敗退→追加合格）
- 2009年 M-1グランプリ 準決勝進出
- 2010年 第31回ABCお笑い新人グランプリ 最終決戦進出
- 2010年 キングオブコント 準決勝進出
- 2011年 第32回ABCお笑い新人グランプリ 優秀新人賞
- 2011年 第9回MBS新世代漫才アワード 決勝トーナメント進出
- 2011年 キングオブコント 準決勝進出
- 2012年 第33回ABCお笑いグランプリ3位

## 出囃子
- TOTEM ROCK 「Holiday」

## 単独ライブ
2008年
- 12月20日 - 「10」（baseよしもと/大阪）※初単独

2009年
- 03月21日 - 「9」（baseよしもと/大阪）
- 03月21日 - 「ソーセージ、ただしゃべります」（baseよしもと/大阪）
- 05月30日 - 「8」（baseよしもと/大阪）
- 05月30日 - 「ソーセージ、ただしゃべります」（baseよしもと/大阪）
- 07月20日 - 「ソーセージ、ただあそびます」（baseよしもと/大阪）
- 07月20日 - 「ソーセージ、ただしゃべります」（baseよしもと/大阪）
- 08月23日 - 「7」（baseよしもと/大阪）
- 09月30日 - 「ソーセージ、ちょっとしたショートネタやちょっとしゃべります」（baseよしもと/大阪）
- 12月18日 - 「6」（baseよしもと/大阪）
- 12月18日 - 「ソーセージ、ただしゃべります」（baseよしもと/大阪）

2010年
- 01月04日 - 「ソーセージのFree Time〜俺たちトークするぜ by 聖〜」（baseよしもと/大阪）
- 01月16日 - 「ソーセージ 1st collection in Tokyo」（品川キュリアン/東京）
- 02月02日 - 「ソーセージ 1st collection in Osaka」（京橋花月/大阪）
- 02月28日 - 「ソーセージのFree Time〜GAGと大喜利するぜ by 聖〜」（baseよしもと/大阪）
- 03月21日 - 「ソーセージのFree Time〜マシュマロ欲しけりゃ俺を見ろ by 聖〜」（baseよしもと/大阪）
- 04月18日 - 「ソーセージのFree Time〜桜散ってオレが咲く by 聖〜」（baseよしもと/大阪）
- 05月29日 - 「幅」（baseよしもと/大阪）
- 06月12日 - 「ソーセージのFree Time〜太陽さん、かくれんぼしてるつもりですか? リーダーの誕生日の日ぐらい出てきてやれよ。 by 聖〜」（baseよしもと/大阪）
- 08月01日 - 「5」（京橋花月/大阪）
- 08月05日 - 「ソーセージ 2nd collection in Tokyo」（新宿シアターモリエール/東京）
- 09月26日 - 「ソーセージのFree Time〜久しぶりだぜ。 By 聖〜」（baseよしもと/大阪）

2011年
- 04月23日 - 「4」（5upよしもと/大阪）